# The Yaqui Cur
The Yaqui Cur  è un cortometraggio muto del 1913 diretto da D.W. Griffith.

## Trama
Un giovane indiano Yaqui segue gli insegnamenti di pace di un uomo bianco. Ma quando scoppia la battaglia e la sua tribù viene attaccata da un'altra, il suo comportamento viene vissuto dai compagni come la prova evidente della sua vigliaccheria.

## Produzione
Il film fu prodotto dalla Biograph Company. Venne girato in California.

## Distribuzione
Distribuito dalla General Film Company, il film - un cortometraggio di due bobine - uscì nelle sale cinematografiche USA il 17 maggio 1913. Ne venne fatta una riedizione distribuita sul mercato americano il 6 giugno 1916.